# Аустроугарска
Аустроугарска (мађ. Ausztria-Magyarország), званично Аустроугарска монархија (мађ. Osztrák-Magyar Monarchia), позната и као Двојна монархија и Дунавска монархија (на немачком говорном подручју и као k.u.k. (срп. цар и краљ)), била је држава која је постојала у Европи између 8. јуна 1867. и 31. октобра 1918. године.
Дотадашње Аустријско царство (Хабзбуршка монархија) трансформисано је 1867. године у Аустроугарску, да би се тиме задовољиле тежње Мађара за аутономијом. Тиме је практично власт у држави подељена између Немаца и Мађара, који су притом чинили мањи део становништва монархије. Политичке тежње словенских народа, Румуна и Италијана, који су чинили већи део становништва монархије, нису биле уважене. После војног пораза у Првом светском рату, 1918, Аустроугарска је расформирана, а на њеној територији је формирано неколико држава наследница: Аустрија, Мађарска, Чехословачка, Краљевство Срба, Хрвата и Словенаца и Пољска, а делови су припојени већ постојећим државама: Италији и Румунији.

## Име државе на језицима народа
Име државе :
- срп.
- мађ.
- хрв.
- словен.
- слч.
- чеш.
- пољ.
- укр.
- итал.
- рум.

Пуно званично име државе је било:
- срп.
- мађ.
- хрв.
- словен.
- слч.
- чеш.
- пољ.
- укр.
- итал.
- рум.

## Историја
Аустроугарска монархија је имала необичан режим, конгломерат различитих области које су Хабзбурзи стекли ратом и браком. Обухватала је једанаест већих етничких група, била је репресивна држава са модерном полицијом и мање демократична од појединих других европских држава.

### Аустро-угарска нагодба
Аустро-угарска нагодба из 1867. (мађ. Kiegyezés) је био договор бечког двора и Мађара око преуређења Хабзбуршке монархије. Њом је успостављена двојна монархија Аустроугарска. Потписали су је цар Франц Јозеф I и мађарска делегација на челу са Ференцом Деаком.

### Берлински конгрес
Босна и Херцеговина је по Берлински конгресу 1878. је потпала под аустроугарску окупацију. Аустроугарској војној окупацији је претходио српски народни устанак против Турске који је угушен.
Аустроугарска је од почетка окупације владала Босном и Херцеговином на стари феудални начин, задржавајући аграрне односе из турског времена, а успостављајући владавину тако што је од 1879. године главна власт била Земаљска влада чији су поглавари били одговорни заједничкој влади у Бечу.

### Анексиона криза
Анексиона криза (1908—1909) је криза која је настала анексијом Босне и Херцеговине Аустроугарској, извршене прогласом цара Франца Јозефа 5. октобра 1908. године. Као непосредан повод послужила јој Младотурска револуција и преврати у Цариграду, изведени у лето 1908.
Актом анексије, изведеним без претходног споразума са великим силама, које су јој на Берлинском конгресу дале мандат за окупацију Босне и Херцеговине, Аустроугарска је извршила очигледну повреду међународних уговора и изазвала живе протесте у Европи, утолико више што је у исто вријеме, и у споразуму са њом, Бугарска прогласила своју независност.
Ова криза се сматра уводом у Велики рат. Берлинским споразумом из априла 1909. ова криза се завршава.

### Сарајевски атентат и Јулска криза
Сарајевски или Видовдански атентат се догодио 28. јуна (15. јуна по јулијанском календару) 1914. године у Сарајеву, када су чланови организације Млада Босна убили надвојводу Франца Фердинанда, аустроугарског престолонаследника, и његову супругу Софију Хотек.
Атентат на аустроугарског престолонаследника Франца Фердинанда у Сарајеву 1914. послужио је као повод за њен напад на Србију, чиме је и започео Први светски рат.

### Први светски рат
Аустроугарска је објавила рат Србији 28. јула 1914.
Примирје са Аустроугарском потписано је 3. новембра 1918. у вили Ђусти близу Падове. Аустрија и Мађарска склопиле су посебан споразум о примирју након збацивања Хабзбуршке монархије.

### Распад земље
По завршетку Првог светског рата, велике силе — победнице, одлучиле су да Аустроугарска монархија нестане са политичке карте света. На простору распаднуте државе настале су:
- 1. Аустрија — немачка национална држава, која је обухватила простор бивших аустријских крунских земаља: Доње Аустрије, Горње Аустрије, Салцбурга и Форарлберга, као и северни и североисточни део Тирола, највећи (северни) део Штајерске, готово целу Корушку, као и крајње западне делове Угарске, насељене Немцима (данашњу покрајину Бургенланд).
- 2. Мађарска — мађарска национална држава, која је обухватила средишње делове некадашње Угарске, насељене углавном мађарским становништвом.
- 3. Чехословачка, која је настала као национална држава три народа: Чеха, Словака и Русина, а обухватила је бивше аустријске крунске земље: Чешку (Бохемију), половину Шлезије и Моравску (насељене Чесима), као и читаву северну и североисточну Угарску (насељену Словацима и Русинима).
- 4. Краљевина Срба, Хрвата и Словенаца, која је настала одлуком Народног већа Словенаца, Хрвата и Срба да се припоје Краљевини Србији. У састав ове државе ушли су: Босна и Херцеговина, затим, бивши угарски крајеви: западни Банат, највећи део Бачке, јужни мањи део Барање, Срем, Славонија, Хрватска, Међумурје и Прекомурје, а од аустријских крунских земаља и делова земаља: Далмација (без неколико острва и града Задра), највећи део Крањске (без Нотрањске), мањи јужни део Корушке, јужна Штајерска и острво Крк, које је припадало Приморској.
- 5. Пољска, која је настала распадом три велика европска царства: Аустроугарског, Немачког и Руског. Распадом Аустроугарске, у састав новоформиране пољске националне државе ушли су: половина бивше крунске земље Шлезије и Галиција у целини, а од Угарске мали крајњи северни део (Чарни Дунајец), на Карпатима.

Остатак земље припојен је суседним, већ постојећим државама:
- 1. Италија је добила Приморску, готово у целини (без острва Крка), град Ријеку, неколико острва и град Задар у Далмацији, мањи део Крањске (Нотрањску), мали део југозападне Корушке и читав јужни Тирол.
- 2. Румунија је у односу на предратно стање готово удвостручила своју територију. Обухватила је целу источну Угарску: највећи део Баната, Кришану, област реке Мориш и цео Ердељ, а од аустријског дела Буковину, у целини.

Распад земље донео је велике проблеме новонасталим земљама изван Аустрије и Мађарске у периоду између два светска рата, јер је у њима остала бројна немачка мањина (Судети и цела западна Чешка) у Чехословачкој, Војводини, румунском Банату и јужном Тиролу у Италији, и мађарска мањина која и данас живи у северној Војводини, јужној Словачкој, целој Трансилванији у Румунији и прикарпатској Русији (у Украјини). У рату је нестала бројна јеврејска заједница, која је насељавала читаву некадашњу Монархију, а после Другог светског рата, на том подручју скројене су нове границе. Источни делови Пољске, русински крајеви Чехословачке и северна Буковина припали су Совјетском Савезу, а Задар и острва, Ријека, Нотрањска и Истра — Југославији. Немачка мањина исељена је из готово свих крајева осим из италијанског Тирола, а готово половина је остала и у Румунији.
Данас се подручја бивше Аустроугарске налазе у саставу чак 13 земаља. То су: Аустрија, Мађарска, Италија, Словенија, Хрватска, Босна и Херцеговина, Црна Гора, Србија, Румунија, Украјина, Пољска, Чешка и Словачка.

## Административно уређење
У административном смислу, Аустроугарска се делила на аустријски и угарски део монархије. После анексије Босне и Херцеговине, 1908. године, Босна и Херцеговина је постала територија са посебним статусом у оквиру Аустроугарске и налазила се под заједничком управом оба дела монархије. Земљом је до смрти (1916) владао стари цар Франц Јозеф I, а до распада државе званични монарх био је и последњи владар из владарске куће Хабзбурга — Карл I.
Аустријски део монархије чиниле су следеће покрајине:
- Буковина, главни град Черновиц (Чернивци)
- Галиција и Лодомерија, главни град Лемберг
- Шлезија, гл. град Тропау
- Краљевина Чешка, гл. град Праг
- Моравија, гл. град Брин (Брно)
- Доња Аустрија, гл. град Беч
- Горња Аустрија, гл. град Линц
- Форарлберг, гл. град Брегенц
- Тирол, гл. град Инзбрук
- Салцбург, главни град Салцбург
- Корушка, гл. град Клагенфурт
- Штајерска, гл. град Грац
- Крањска, гл. град Лајбах (Љубљана)
- Аустријско приморје, гл. град Трист (Трст)
- Далмација, гл. град Зара (Задар)

Угарски део монархије чиниле су:
- ужа Угарска
- Хрватска и Славонија (до 1868. засебно Хрватска и Славонија, а до 1882. засебно Војна крајина)
- Ријека

## Демографија
| немачки                          | 24% |
| мађарски                         | 20% |
| чешки                            | 13% |
| пољски                           | 10% |
| рутенски (украјински и русински) | 8%  |
| румунски                         | 6%  |
| хрватски                         | 5%  |
| словачки                         | 4%  |
| српски                           | 4%  |
| словеначки                       | 3%  |
| италијански                      | 3%  |

Према извору Новине србске, од 27. јануара 1834. године, Аустроугарска је имала 33 милиона становника. Попис је обухватао краљевине Мађарске, Чешке, Илирије и Ломбардијско−Млетачке
Према Алену Џ. П. Тејлору, становништво Аустроугарске су у грубим цртама чинили:
- Словени — 23,5 милиона (45%)
- Немци — 12 милиона (23%)
- Мађари — 10 милиона (19%)
- Румуни — 3 милиона (6%)
- Остали — 2,5 милиона (5%)

## Слике
- Политичка карта Аустроугарске
- Грб Аустроугарске
- Грб Аустроугарске усвојен 1915. године
- Велики грб Аустроугарске (1915—1918)